# Putte, Belgien
Putte är en kommun i Belgien. Den ligger i provinsen Antwerpen och regionen Flandern. Antalet invånare är cirka 17 584 invånare (2018). Putte gränsar till Lier och Sint-Katelijne-Waver. 